# Issoria genia
Issoria genia är en fjärilsart som beskrevs av Hans Fruhstorfer 1903. Issoria genia ingår i släktet Issoria och familjen praktfjärilar. Inga underarter finns listade i Catalogue of Life.